# Wo dein Herz schlägt
Wo dein Herz schlägt (Originaltitel: Where the Heart Is) ist ein Filmdrama aus dem Jahr 2000 von Matt Williams. Es handelt von Enttäuschungen, Freundschaft und Liebe und beruht auf dem gleichnamigen Drama von Billie Letts aus dem Jahr 1995.

## Handlung
In Wo dein Herz schlägt geht es um die 17-jährige, hochschwangere Novalee Nation aus Tennessee. Sie hat keine Familie, keine Ausbildung und keinen Job. Ihr Freund und Vater des Babys, Möchtegern-Musiker Willy Jack Pickens, fährt weg, als sie in einem Wal-Mart in Oklahoma auf die Toilette geht.
Völlig auf sich allein gestellt und mit nur fünf Dollar in der Tasche, lässt sich der Teenager für die nächsten Wochen jede Nacht im Wal-Mart einschließen, um ein Dach über dem Kopf zu haben. Sie macht sich ihren Aufenthalt dort so gemütlich wie möglich, bis die Wehen einsetzen. Der Passant Forney Hull springt durch die Fensterscheibe des Geschäfts, um ihr zu helfen.
Novalee entbindet im Wal-Mart ein Mädchen, das sie Americus nennt, und lernt die Krankenschwester Lexie Coop kennen, mit der sie sich anfreundet. Durch den ungewöhnlichen Geburtsort werden Mutter und Tochter auf einen Schlag berühmt. Von Wal-Mart bekommt Novalee 500 Dollar geschenkt und einen Job angeboten. Mit dem Geld verschwindet jedoch ihre Mutter, die überraschend auftauchte. Novalee beschließt, in der Stadt zu bleiben, denn eine Freundin, Thelma ('Sister') Husband bietet ihr an, bei ihr zu wohnen. Während eines Tornados kommt die Freundin ums Leben. Ihr Haus wird zerstört, und Novalee erbt 41.000 Dollar von Sister. Sie kauft sich einen Fotoapparat, gewinnt für ein Foto des zerstörten Hauses einen Preis und arbeitet fortan als Fotografin.
Währenddessen schafft Novalees Ex-Freund Willy Jack den Aufstieg zum Plattenstar; er verkraftet den Erfolg jedoch nicht, verfällt Alkohol und anderen Drogen und verliert schließlich bei einem Unfall seine Beine. Forney gesteht Novalee seine Liebe und fragt sie, ob sie ihn auch liebt, doch sie verneint. Als Forney nach dem Tod seiner Schwester weggeht, um wieder zu studieren, hört Novalee drei Monate nichts mehr von ihm. Sie fährt zu ihm und gesteht, dass sie ihn liebt und damals gelogen habe, weil sie befürchtete, nicht gut genug für ihn zu sein. Er sagt, dass es niemand besseren als sie gäbe, und am Ende heiraten die beiden im Wal-Mart.

## Kritiken
James Berardinelli schrieb auf ReelViews, der Film würde die Geschichte eines Menschen erzählen, der zwar nicht besonders erfolgreich würde, aber Liebe und Familie finden könne. Er lobte die Charaktere und die nicht überladene Handlung des Films sowie die Darstellung von Natalie Portman.
Marianne Höhn bemängelte im TV Movie 23/2000 die große Anzahl der Schicksalsschläge, denen Novalee im Film ausgesetzt wird. Sie lobte die „schrägen“ aber realistischen Charaktere. Film-dienst 23/2000 bezeichnete das Drehbuch als „fehlgeleitet“. Treffpunkt Kino 11/2000 lobte die Darsteller als „brillant“.

## Auszeichnungen
Natalie Portman gewann im Jahr 2000 den YoungStar Award. Sie wurde im gleichen Jahr für den Teen Choice Award und den Young Artist Award nominiert.